# Alphonse Vinatié
Alphonse Vinatié (Massiac, 19 mai 1924 - Saint-Flour, 16 février 2005) est un instituteur et archéologue français, originaire de Vèze (Cantal).

## Biographie

### La vie et la formation
Alphonse Vinatié est né le 19 mai 1924 à Massiac. La terminaison en « é » de son nom provient d’une erreur que son père a commise au moment de son inscription à l’état civil, le nom de sa famille s’écrivant normalement avec la terminaison « er ». Son père travaillait aux usines Michelin puis en 1930 il a repris la ferme familiale à Vèze. Alphonse Vinatié suivra sa scolarité à l’école primaire de Vèze, au collège de Massiac, au lycée et à l’école normale d’Aurillac puis à celle de Clermont-Ferrand (1944).
À cette époque, il se déclare réfractaire au STO et rejoint les maquis d’Auvergne. Il devient agent de liaison de la 6e compagnie du mont Mouchet et prend une part active aux accrochages de Clavières en Margeride.
Après la guerre, il milite au Parti communiste français auquel il restera fidèle toute sa vie. Il restera conseiller municipal de Massiac de 1977 à 1995.
En 1946 il a épousé Marie-Antoinette Veyssier, également institutrice, et a eu deux fils.

### L’enseignant
Alphonse Vinatié fut instituteur à La Bastide de Lastic de 1945 à 1946, à Chausse de Saint-Poncy de 1947 à 1950 et à Auriac-l'Église de 1950 à 1963. Il devint ensuite instituteur spécialisé puis professeur au collège de Massiac de 1963 à 1979.
Au cours de sa carrière d’enseignant il a appliqué et développé la méthode Freinet. Il a fréquenté deux congrès internationaux et a donné des textes en rapport avec l’archéologie dans la revue Fleurs des Puys. Il a coordonné ou rédigé des suppléments de la « Bibliothèque de travail » et est intervenu comme formateur dans neuf stages régionaux.
Les rapports d’inspection qu’il obtint furent particulièrement élogieux.

### L’archéologue
Correspondant de la 3e circonscription des antiquités préhistoriques et historiques d’Auvergne à partir de 1966 et membre de la CoRéPHAE de 1993 à 1997 il assurera la présidence de la Société archéologique de Massiac pendant 35 ans.
Homme de terrain, il prospecte inlassablement dans les départements du Cantal de la Haute-Loire et du Puy-de-Dôme. Il intervient sur un nombre considérable de sites allant de la Préhistoire au Moyen Âge. Il se passionne pour les tumuli protohistoriques et aux vestiges gallo-romains. Il participe au pré-inventaire architectural du Canton d'Allanche et à la création de la « Route des mégalithes autour de Saint-Flour ».
Le fruit de ses découvertes fut systématiquement confié aux musées d’Aurillac, de Saint-Flour ou du Puy-en-Velay.
Alphonse Vinatié a multiplié les conférences sur les thèmes de l’archéologie, la géologie et l’histoire. Il intervenait fréquemment dans le cadre de l’Université pour Tous à Aurillac, Brioude et Langeac.
En mars 1975 il a reçu la médaille de bronze de l’Académie de Clermont et a été nommé chevalier des arts et lettres en 2003. Une rue de la ville d’Aurillac a reçu son nom le 16 décembre 2005.

## Les travaux archéologiques
Au cours de sa carrière d’archéologue, Alphonse Vinatié a essentiellement étudié des sites situés dans les départements du Cantal et de la Haute-Loire.
Objets d’étude et principaux sites étudiés :
- Ressources en silex sur deux sites stratifiés du paléolithique moyen (Haute-Loire).
- Grotte du Cavalier II à Molompize.
- Tertres et tumuli sur les communes d’Allanche, Chalinargues et Vernols.
- Tumulus du Fô-Est à Menet.
- Nécropole du plateau de Lair à Laurie : tumulus no 1, tertre no 2.
- Études sur la fin de l’âge du Fer dans le Nord-Cantal.
- Occupation gallo-romaine du Nord-Est du Cantal et de la région de Blesle[5],[6].
- Site gallo-romain du Cheylat (Les Ternes).
- Dédicace du baptistaire d’Elaphius à castellum.
- Fanum d'Aron à Aurillac.

## Publications

### Articles de pédagogie
De 1963 à 1988 il effectue douze contributions se répartissant entre la série « Fleurs des Puys » (École de Vieillevie) et « les Éditions du Groupe Corrézien de l’École Moderne ».
Il intègre ensuite la collection des suppléments de « La Bibliothèque de Travail » de 1971 à 1980. En 1988 sa dernière publication constitue un volume entier.
Il contribue à la revue « Loisir PTT » où il rédige des notices de une à deux pages portant sur l’archéologie dans la région de Massiac.

### Articles d’archéologie
De 1966 à 2002 il publie 54 articles allant de 2 à 60 pages dans La Revue de la Haute-Auvergne, émanation de la Société des lettres, sciences et arts La Haute-Auvergne. Une quarantaine de ces articles porte sur la période gallo-romaine, 5 sur le Moyen Âge et 4 sur la préhistoire.
Pour les travaux portant sur des sites situés dans la région de Blesle ou de Brioude il publie ses articles dans l’Almanach de Brioude. Treize articles paraissent dans cette publication de 1972 à 2003. Ils portent sur la période gallo-romaine à l’exception de 2 traitant des haches néolithiques.
Il publie trois notices correspondant à des opérations dont il était responsable en 1993, 1995 et 2001 dans Le Bilan scientifique de la région Auvergne, une publication du ministère de la Culture.
Plusieurs articles et travaux ont également été publiés dans d’autres revues.

### Ouvrages
- Alphonse Vinatié et C. Panissaud, « Sites gallo-romains du val d'Allagnon entre Grenier-Montgon et Lempdes », Almanach de Brioude, Brioude,‎ 1947
- Alphonse Vinatié, « Notes sur les haches néolithiques trouvées dans la région de Blesle », Almanach de Brioude, Brioude,‎ 1972
- Alphonse Vinatié, « Le site gallo-romain de Ferrières-la-Bessière, commune de Blesle », Almanach de Brioude, Brioude,‎ 1981
- Alphonse Vinatié, « Remarques générales sur le peuplement gallo-romain de la région comprise entre Grenier-Montgon et Lempdes, de part et d'autre du val d'Allagnon », Almanach de Brioude, Brioude,‎ 1989
- Alphonse Vinatié, « Occupation gallo-romaine dans la région de Blesle entre Grenier-Montgon et Lempdes », Almanach de Brioude, Brioude,‎ 1991
- Alphonse Vinatié et Irénée Orceyre, « Sur la "via terrana" Augustonemetum - Anderitum - Segodunum, quatre habitats gallo-romains entre Lempdes et St-Beauzire », Almanach de Brioude, Brioude,‎ 1992

Alphonse Vinatié a collaboré à plusieurs autres ouvrages mais il a également rédigé trois livres importants :
- Le pays d’Allanche à l’époque gallo-romaine (100 avant J.-C. – 300 après J.-C.), Archéologie et Histoire (1991)
- Sur les chemins du temps au pays de Massiac, 15 000 ans d’histoire de la fin du paléolithique à l’aube du Moyen Âge. (1995)
- Archéologie en Cézallier et aux confins du Limon, Cantal. De l’épipaléolithique au haut Moyen Âge, avec Christian Baillargeat-Delbos (2002)

### Films
Hubert Caumes (CEP Productions) a réalisé un film d’une durée de 56 minutes, L’archéologie cantalienne avec Alphonse Vinatié et son ami Jean-Marie Lafon, qui présente plusieurs sites archéologiques du Cantal et présente les méthodes de fouilles.

## Sources
- Alphonse Vinatié, instituteur et archéologue, Revue de la Haute-Auvergne, T 68 - 2006
- Maxime Calbris, « Alphonse Vinatié : figure cantalienne de l’archéologie bénévole ou la construction de l’image du peuplement antique dans le Cantal. Hommage pour ses cent ans », Revue de la Haute-Auvergne, t. 86,‎ juillet-décembre 2024, p. 147-192 (ISSN 1141-1325, lire en ligne, consulté le 30 janvier 2025).